# Garbatówka
Garbatówka [ɡarbaˈtufka] es un pueblo ubicado en el distrito administrativo de Gmina Cyców, dentro del condado de Łęczna, Voivodato de Lublin, en el este de Polonia. Se encuentra a unos 8 kilómetros al norte de Cyców, a 18 kilómetros al noreste de Łęczna, y a 41 kilómetros al este de la capital regional Lublin.